# NGC 3281
NGC 3281 (również PGC 31090) – galaktyka spiralna (Sab), znajdująca się w gwiazdozbiorze Pompy. Odkrył ją John Herschel 2 maja 1834 roku. Należy do galaktyk Seyferta typu 2.